# ولادیمیر چاگین
ولادیمیر چاگین یک راننده مسابقه رالی اهل روسیه است. او برنده مسابقات رالی داکار در سال‌های ۲۰۱۰ ،۲۰۰۶، ۲۰۰۴ ،۲۰۰۳، ۲۰۰۲، ۲۰۰۰ و ۲۰۱۱ بوده است. او را موفق‌ترین راننده در این مسابقات ساخته و به او لقب تزار داکار داده‌اند.